# Boulogne-sur-Gesse
Boulogne-sur-Gesse település Franciaországban, Haute-Garonne megyében. Lakosainak száma 1658 fő (2022. január 1.). Boulogne-sur-Gesse Lalanne, Thermes-Magnoac, Blajan, Gensac-de-Boulogne, Mondilhan, Péguilhan, Saint-Pé-Delbosc, Lalanne-Arqué és Mont-d’Astarac községekkel határos.

## Népesség
A település népességének változása:
| Lakosok száma | 1865 | 1671 | 1531 | 1664 | 1605 | 1593 | 1612 | 1648 | 1654 | 1658 |
|               | 1968 | 1982 | 1990 | 2006 | 2013 | 2015 | 2017 | 2019 | 2020 | 2022 |